# Edward Daly
Edward Kevin Daly (Belleek, 5 dicembre 1933 – Derry, 8 agosto 2016) è stato un vescovo cattolico britannico. Prese parte a diverse marce ed eventi per i diritti civili durante i Troubles. Catturò l'attenzione della stampa internazionale durante la Bloody Sunday del gennaio del 1972, in quanto fu ritratto nell'atto di sventolare un fazzoletto bianco macchiato di sangue mentre scortava un gruppo che trasportava un ragazzo ferito a morte dopo che le truppe britanniche aprirono il fuoco sui manifestanti.

## Origini
Monsignor Edward Kevin Daly nacque a Ballyshannon, nella contea di Donegal, il 5 dicembre 1933. Crebbe a Belleek, nella contea di Fermanagh, in Irlanda del Nord. I suoi genitori erano Tom Daly e Susan Daly (nata Flood), due negozianti. Edward era il maggiore di sei fratelli. Uno di essi Tom Daly junior, fu un politico di spicco.

## Formazione e ministero sacerdotale
Frequentò il St Columb's College di Derry grazie a una borsa di studio. Compì gli studi per il sacerdozio al Pontificio collegio irlandese a Roma.
Il 16 marzo 1957 fu ordinato presbitero per la diocesi di Derry a Belleek. Il suo primo incarico fu quello di curato di Castlederg, nella contea di Tyrone. Nel 1962 venne nominato curato nella cattedrale di Sant'Eugenio a Derry con responsabilità per il quartiere Bogside della città, uno dei principali teatri di scontro del conflitto nordirlandese. Negli anni '70 lasciò brevemente la diocesi per servire come consigliere religioso di RTÉ a Dublino, ma trascorse la maggior parte della sua carriera a Derry. Apparve in numerosi programmi televisivi e contribuì a realizzare molti documentari televisivi sulle questioni religiose e dell'Irlanda del Nord.

## Bloody Sunday (1972)
Durante la sua permanenza a Derry, prese parte alle marce per i diritti civili. Ebbe esperienza diretta della battaglia di Bogside nel 1969, nei primi anni dei Troubles, dell'internamento dei rivoltosi e degli eventi della Bloody Sunday, in cui i soldati britannici spararono su manifestanti disarmati il 30 gennaio 1972, uccidendo 14 persone. Daly divenne una figura pubblica dopo essere stato fotografato nell'atto di sventolare un fazzoletto macchiato di sangue come una bandiera bianca nel tentativo di scortare il diciassettenne Jackie Duddy, un manifestante ferito, in salvo. Duddy morì per le ferite riportate subito dopo e Daly gli somministrò l'estrema unzione. In seguito descrisse gli eventi come "un giovane ragazzo che non rappresentava una minaccia per chiunque, ucciso a colpi di pistola ingiustificatamente". La famiglia di Duddy diede a Daly una fotografia di Jackie, che Daly teneva sempre sulla sua scrivania. Alla BBC rilasciò un'intervista nella quale insisteva, contrariamente ai rapporti ufficiali, a dire che i manifestanti erano disarmati. Testimoniò come tale al Widgery Tribunal. In quella sede affermò anche di aver visto un uomo con una pistola, generando la rabbia di alcune persone coinvolte. Il rapporto Widgery esonerò ampiamente l'Esercito britannico, perpetuando la controversia. Anni dopo, Daly sostenne che gli eventi della Bloody Sunday furono un significativo catalizzatore della violenza nell'Irlanda del Nord e che le sparatorie servirono ad aumentare notevolmente il reclutamento nell'IRA.
La controversia sulla Bloody Sunday durò per decenni. Le azioni di Daly furono acquisite a porte chiuse dai mezzi di comunicazione di massa e trasmesse in tutto il mondo, cosa che aumentò molto la sua notorietà. Prima della Bloody Sunday, Daly era solidale con la "vecchia" IRA, di cui suo padre era membro, ma gli eventi di quella domenica gli lasciarono l'opinione che "la violenza è completamente inaccettabile come mezzo per un fine politico". Questo portò a tensioni con la Provisional Irish Republican Army nel corso della sua carriera.

## Vescovo di Derry (1974-93)
Il 31 gennaio 1974 papa Paolo VI lo nominò vescovo di Derry. Ricevette l'ordinazione episcopale il 31 marzo successivo dal cardinale William John Conway, arcivescovo metropolita di Armagh, coconsacranti l'arcivescovo Gaetano Alibrandi, nunzio apostolico in Irlanda, e il vescovo emerito di Derry Neil Farren. Con 40 anni di età era il più giovane vescovo dell'Irlanda. Scelse come motto la frase Pasce oves meas, cioè "pasci le mie pecore", e come stemma un albero di quercia con una colomba a simboleggiare il desiderio che fiorisse la pace e si rinforzasse la fede nella sua diocesi.
Il suo episcopato fu segnato dal conflitto con l'IRA sull'uso della violenza da parte dell'organizzazione per far avanzare la sua causa politica di un'Irlanda unita. I portavoce di Daly e l'IRA si scontrarono ripetutamente tramite la stampa locale. I vescovi cattolici irlandesi discussero circa la possibilità di scomunicare membri dell'IRA più volte durante il mandato di Daly, spesso in seguito agli attacchi particolarmente sanguinosi. Tuttavia non fu mai presa alcuna decisione. Daly fu sempre riluttante a scomunicare e usava il motto "meglio comunicare che scomunicare", per cui fu severamente criticato dalla stampa scandalistica britannica. Fu però schietto nella sua opposizione alla violenza da entrambe le parti. Introdusse il divieto di indossare bardature paramilitari ai funerali cattolici e nel 1976 organizzò una marcia di protesta nel centro di Derry, in risposta a un aumento degli omicidi settari, a cui parteciparono quasi tutti i chierici della città. La marcia venne guidata da Daly e dalla sua controparte protestante, un evento che non aveva precedenti nella storia della città.
Nel corso della sua carriera e in particolare del suo mandato come vescovo, Daly si appassionò al sistema della giustizia criminale, cercando di soddisfare i bisogni dei prigionieri, degli internati e delle vittime di errori giudiziari tra cui i sei di Birmingham (che furono condannati ingiustamente all'ergastolo per l'attentato ai pub di Birmingham del 1974 e le cui condanne furono annullate nel 1991). Insieme al primate cattolico di tutta l'Irlanda, Tomás Ó Fiaich, Daly nel 1977 esercitò pressioni sul governo britannico contro la sua decisione di revocare lo status di categoria speciale (di prigioniero politico) ai prigionieri dell'IRA e successivamente al loro trattamento come criminali comuni. Quando il problema nel 1981 culminò in uno sciopero della fame che provocò la morte di dieci prigionieri nel Carcere di Maze, nella località di Long Kesh, fece pressioni sulla Commissione Europea dei Diritti dell'Uomo affinché intervenisse.
Nel 1979, Daly fu coinvolto nella pianificazione della visita di papa Giovanni Paolo II ad Armagh prevista per settembre e che aveva ottenuto l'approvazione del governo britannico. La visita fu cancellata in seguito all'assassinio di Lord Mountbatten e all'agguato di Warrenpoint, un'imboscata nella quale rimasero uccisi 18 soldati britannici, entrambi svoltisi il 27 agosto 1979 e perpetrati dall'IRA. La visita fu trasferita a Drogheda, nella stessa arcidiocesi ma in Irlanda, dove il papa fece appello all'IRA perché rinunciasse alla resistenza armata.
La tensione tra Daly e l'IRA raggiunse il suo picco nel 1983, quando Daly proibì la messa di requiem con il corpo presente e le uniformi ai funerali dei paramilitari. Inizialmente Daly aveva negoziato un accordo con l'IRA che vietava la presenza di armi ai funerali. L'IRA tuttavia violò l'accordo quando alcuni dei suoi membri spararono alcuni colpi accanto a una bara durante una cerimonia.
Daly fu profondamente colpito dagli attentati perpetrati dell'IRA nell'ottobre del 1990. Essi si distinguevano dai precedenti per il fatto che i terroristi costrinsero i civili a guidare autobombe verso i loro obiettivi, con il risultato che l'autista rimaneva ucciso nell'esplosione insieme a chiunque si trovasse nelle immediate vicinanze del furgone. Daly descrisse gli attentati come "una nuova soglia di malvagità" e credette che se gli attentatori affermavano di essere cattolici, "le opere proclamano chiaramente che seguono Satana".
Se è vero che fu sempre disposto a prestare attenzione ai bisogni religiosi dei membri dell'IRA, è vero anche che rifiutò di impegnarsi in una riunione formale fino al 1992, quando John Hume, il leader del Partito Social Democratico e Laburista, che stava tentando di negoziare una tregua con la l'IRA, e di cui Daly era amico intimo, lo convinse a incontrare Gerry Adams e Martin McGuinness. In seguito, Daly osservò che condivideva molti punti in comune con i due, in particolare con McGuinness, con il quale però era sostanzialmente in disaccordo sulla moralità dell'uso della violenza per raggiungere obiettivi politici.
Nonostante la tensione tra cattolici e protestanti nell'Irlanda del Nord, Daly mantenne un'amicizia personale con James Mehaffey, il vescovo anglicano di Derry e Raphoe dalla nomina di quest'ultimo, nel 1980. Dopo la morte di Daly il loro rapporto fu descritto come "un potente messaggio di armonia e costruzione di ponti". Tra i molti progetti congiunti, Daly e Mehaffey co-fondarono due associazioni di beneficenza con l'intento di promuovere la guarigione a Derry dopo anni di violenza settaria.
Il 26 ottobre 1993 papa Giovanni Paolo II accettò la sua rinuncia al governo pastorale della diocesi per motivi di salute. Poco prima era stato colpito da un ictus. Assunse l'incarico di cappellano dell'hospice di Foyle.

## Anni successivi
Nel 2000 pubblicò un'autobiografia, Mister, Are you a Priest?. Seguì con un secondo libro di memorie, A Troubled See: Memoirs of a Derry Bishop, pubblicato nel 2011. Scrisse anche Do not Let Your Hearts Be Troubled e collaborò alla scrittura di The Clergy of the Diocese of Derry: an Index e A History of the Diocese of Derry. In A Troubled See, Daly discusse anche della fine del celibato obbligatorio per i preti cattolici romani. La sua opinione era che permettere ai preti di sposarsi potrebbe alleviare i problemi della Chiesa reclutando nuovi preti. Era angosciato dal fatto che, nonostante la carenza di preti, essi fossero costretti a dimettersi o che altrimenti buoni candidati venissero respinti a causa della regola del celibato. Sentiva che c'era "certamente un posto importante e duraturo per il sacerdozio celibe, ma io credo che dovrebbe esserci anche un posto nella moderna Chiesa cattolica per il sacerdozio sposato e per gli uomini che non desiderano impegnarsi per il celibato". L'Associazione dei preti cattolici sostenne pubblicamente la sua posizione. Daly in seguito chiarì che valutava il proprio voto di celibato e che accresceva la propria vita di sacerdote. Disse: "Non sto dicendo che il celibato dovrebbe essere abolito, sto dicendo di guardare ad altre persone che sentono che non sarebbero in grado di vivere un voto di celibato o di intraprenderlo e di guardare alle possibilità di introdurle al sacerdozio [ ...] ma sento che la Chiesa deve guardarlo di nuovo". Fu criticato da alcuni ambienti per aver aspettato il suo ritiro per esprimere le proprie opinioni, piuttosto che averle trasmesse mentre era in carica.
Nel 1998 il Primo ministro britannico Tony Blair istituì l'inchiesta Saville come parte del processo di pace in Irlanda del Nord al fine di riesaminare gli eventi della Bloody Sunday. L'inchiesta sostituì il rapporto Widgery, che era stato accusato di imbiancatura dalla sua pubblicazione. Daly accolse con favore la nuova inchiesta, dicendo che era "pieno di speranza" per esso nel 2000. Diede la sua testimonianza e ripeté la sua affermazione sul fatto che i manifestanti non erano armati e descrisse la sequenza di eventi che circondano la morte di Jackie Duddy. Il 15 giugno 2010 faceva parte di una grande folla riunita fuori dalla gilda di Derry quando il rapporto fu pubblicato e le sue conclusioni lette dal Primo ministro David Cameron. L'evento fu trasmesso su un grande schermo. Il rapporto Saville confermava le affermazioni di Daly riguardo al fatto che i manifestanti fossero disarmati. Lord Saville riteneva che probabilmente erano presenti uomini armati ma essi non fecero nulla che avrebbe spinto l'esercito a sparare. Il rapporto afferma che molti dei soldati coinvolti avevano mentito nei resoconti delle loro azioni, sebbene le sparatorie non fossero premeditate. Si scoprì che i soldati avevano sparato senza preavviso, a persone che stavano fuggendo o si precipitavano per aiutare i feriti, e che nessuno dei feriti o degli uccisi rappresentava una minaccia, né avevano fatto nulla per dare ai soldati una causa per sparare. Cameron si scusò per le sparatorie, descrivendole come "ingiustificate e ingiustificabili". Daly credeva che le vittime della Bloody Sunday e gli attivisti per una nuova inchiesta fossero soddisfatti dal verdetto: "Ho provato un senso di sollievo non comune che questo carico mi sia stato tolto dalle spalle e dalle spalle delle persone di questa città".
Nell'agosto del 2010, il vescovo Daly contestò il rapporto sull'attentato di Claudy del 1972 da parte del difensore civico della polizia per l'Irlanda del Nord, Al Hutchinson. Secondo il rapporto, gli inquirenti che indagarono sull'attacco, dove rimasero uccise nove persone, credevano che un prete (morto nel 1980) fosse coinvolto nella sua preparazione. La Hutchinson concluse polemicamente che la Chiesa cattolica, il governo britannico e alti ufficiali di polizia avevano coperto le accuse e ostacolato i tentativi degli investigatori di indagare su di loro facendo trasferire il prete in una parrocchia della Repubblica d'Irlanda. Daly difese il sacerdote, affermando che aveva discusso la questione con lui negli anni '70 e che egli aveva negato con veemenza ogni coinvolgimento e professava che era "al di là della comprensione" che i detective non avessero arrestato e interrogato il prete durante l'indagine originale.
Nel 2015 il consiglio comunale di Derry insignì monsignor Daly della cittadinanza onoraria in una cerimonia congiunta con il vescovo James Mehaffey, con il quale aveva lavorato a stretto contatto mentre i due erano in carica. Daly affermò: "Sono estremamente felice di accettarlo [il premio], in particolare quando è condiviso con il mio amico e fratello, monsignor James". Il sindaco della città, Brenda Stevenson, annunciò che il premio congiunto era in riconoscimento agli sforzi dei due vescovi per la pace e la coesione della comunità.

## Morte e eredità
Morì all'Altnagelvin Area Hospital di Derry l'8 agosto 2016 all'età di 82 anni. Era ricoverato da parecchie settimane a causa di una caduta e gli era anche stato diagnosticato un cancro. Era circondato da familiari e sacerdoti locali.
Donal McKeown, l'attuale vescovo di Derry, annunciò la sua morte e gli rese omaggio, dicendo che "ha servito, senza alcuna preoccupazione per se stesso, durante gli anni traumatici dei Troubles, trovando il suo ministero plasmato dall'esperienza di assistere alla violenza e ai suoi effetti". Figure pubbliche incluso il presidente irlandese, Michael D. Higgins, e la sua predecessora Mary McAleese resero omaggio al lavoro di Daly per la pace durante i Troubles, così come i leader delle varie confessioni religiose operanti a Derry. Eamon Martin, arcivescovo di Armagh e primate di tutta l'Irlanda, descrisse Daly dicendo che "ha letteralmente speso se stesso al servizio degli altri", e disse che sarà ricordato come "un intrepido costruttore di pace". Secondo il Guardian, nel suo necrologio, il ricordo costante di Daly è quello di "un prete spaventato ma calmo che sventola un fazzoletto bianco insanguinato", immagine che la BBC descrisse come "iconica della Bloody Sunday". Daly non si sentiva mai a suo agio con il profilo pubblico che aveva acquisito dopo le sue azioni in quei giorni e non godeva dei suoi doveri di vescovo, in particolare a causa delle responsabilità amministrative che derivavano dall'incarico. Credeva che non sarebbe stato nominato vescovo di Derry se non fosse stato per la Bloody Sunday, e temeva che le altre sue opere di conseguenza fossero trascurate. Temeva di rimanere "il prete con il fazzoletto e basta". Era più felice di svolgere il ministero pastorale e sentiva che gli anni dopo il suo ritiro da vescovo, che passò ad assistere i malati terminali, siano stati i suoi anni "più appaganti come prete".
I resti di monsignor Daly furono portati alla cattedrale di Sant'Eugenio ed esposti in una camera ardente. La sua bara fu sigillata a mezzogiorno dell'11 agosto 2016. Dopo le esequie, celebratesi nel pomeriggio dello stesso giorno, la salma fu sepolta nel parco della cattedrale accanto al suo predecessore come vescovo di Derry, Neil Farren. Le campane della cattedrale suonarono per un'ora la mattina della morte di Daly mentre molti locali giunsero per rendergli un ultimo omaggio. Il sindaco di Derry, Hilary McClintock, aprì un libro di condoglianze nella gilda della città per consentire ai cittadini di apporre la loro firma. I funerali, presieduti dal vescovo di Derry Donal McKeown videro la partecipazione di numerosi leader religiosi e politici provenienti da tutta l'Irlanda e dirigenti in pensione provenienti da tutta la carriera di Daly. All'inizio del servizio fu letto un messaggio di papa Francesco. Ai funerali presero parte centinaia di persone, alcune delle quali non trovarono posto in chiesa e si posizionarono dunque sul percorso che andava dalla cattedrale alla tomba. La bara di Daly fu accolta con un applauso mentre veniva portata fuori dalla cattedrale per la sepoltura.

## Opere
- Edward Daly, A Troubled See: Memoirs of a Derry Bishop, Four Courts Press, 2011. ISBN 978-1-84682-312-1.
- Edward Daly, Do Not Let Your Hearts Be Troubled: Thoughts on Ministry to the Terminally Ill, Veritas, 2004. ISBN 1-85390-825-8.
- Edward Daly, Mister, Are you a Priest?, Four Courts, 2000. ISBN 1-85182-591-6.
- Edward Daly, Kieran Devlin, The Clergy of the Diocese of Derry: an Index, Four Courts, 1997. ISBN 1-85182-335-2.

## Genealogia episcopale
La genealogia episcopale è:
- Cardinale Scipione Rebiba
- Cardinale Giulio Antonio Santori
- Cardinale Girolamo Bernerio, O.P.
- Arcivescovo Galeazzo Sanvitale
- Cardinale Ludovico Ludovisi
- Cardinale Luigi Caetani
- Cardinale Ulderico Carpegna
- Cardinale Paluzzo Paluzzi Altieri degli Albertoni
- Papa Benedetto XIII
- Papa Benedetto XIV
- Papa Clemente XIII
- Cardinale Giovanni Carlo Boschi
- Cardinale Bartolomeo Pacca
- Papa Gregorio XVI
- Cardinale Castruccio Castracane degli Antelminelli
- Cardinale Paul Cullen
- Arcivescovo Joseph Dixon
- Arcivescovo Daniel McGettigan
- Cardinale Michael Logue
- Cardinale Joseph MacRory
- Cardinale John Francis D'Alton
- Cardinale William John Conway
- Vescovo Edward Kevin Daly